# Keeanga-Yamahtta Taylor
Keeanga-Yamahtta Taylor és catedràtica d’estudis afroamericans a la Universitat de Princeton i una de les principals veus de l’activisme pels drets de les minories racials als Estats Units. Reconeguda com una de les cent persones afroamericanes més influents del país, és cofundadora i editora general de Hammer & Hope, revista de referència de política i cultura negres. És autora del llibre Race for Profit: How Banks and the Real Estate Industry Undermined Black Homeownership (University of North Carolina Press, 2019), estudi de referència que examina la discriminació històrica dels afroamericans en l’àmbit de l’habitatge, guardonat amb el premi Pulitzer d’Història 2020. Ha escrit Un destello de libertad. De #blacklivesmatter a la liberación negra (Traficantes de sueños, 2017), guardonat amb el Premi Lannan a la Llibertat Cultural 2016, i ha coeditat Our History Has Always Been Contraband: In Defense of Black Studies (amb Colin Kaepernick i Robin D.G. Kelley, Haymarket Books, 2023), un llibre que recull veus crítiques de la tradició radical negra. També ha estat l’editora de Com alliberar-nos (Tigre de paper/Bellaterra Edicions, 2021), una col·lecció d’assajos i entrevistes sobre el llegat del grup pioner de feministes negres radicals Combahee River Collective, reconegut amb el premi literari Lambda 2018. És col·laboradora habitual del The New Yorker i ha publicat en mitjans com The New York Times, Los Angeles Times, Boston Review, The Guardian, Jacobin o Souls: A Critical Journal of Black Politics, Culture, and Society, entre d'altres. Ha estat MacArthur Foundation Fellow i la seva tasca acadèmica ha estat distingida per l’Organització d’Historiadors Americans.

## Publicacions destacades
- Taylor, Keeanga-Yamahtta «Racism and the Criminal Injustice System». International Socialist Review, 12-2006, pàg. 33–36.
- Taylor, Keeanga-Yamahtta «Back story to the neoliberal moment: Race taxes and the political economy of black urban housing in the 1960s». Souls, vol. 14, 3–4, 01-07-2012, pàg. 185–206. DOI: 10.1080/10999949.2012.764836.
- Taylor, Keeanga-Yamahtta. From #BlackLivesMatter to Black Liberation.  Haymarket Books, February 23, 2016. ISBN 9781608465620. OCLC 907653029.
- How We Get Free: Black Feminism and the Combahee River Collective.  Chicago: Haymarket, 2017. ISBN 9781608468553. OCLC 975027867.
- Hunter, Marcus Anthony; Pattillo, Mary; Robinson, Zandria F; Taylor, Keeanga-Yamahtta «Black placemaking: Celebration, Play, and Poetry». Theory, Culture & Society, vol. 33, 7–8, 27-03-2016, pàg. 31–56. DOI: 10.1177/0263276416635259.